# Maximum FM
 (septembre 2014).
Maximum FM est une station de radio musicale belge francophone diffusant en province de Liège crée en 2006 à Vinalmont. Elle propose un programme pop rock. La radio met aussi en avant de nombreux artistes de la Fédération Wallonie-Bruxelles dans sa programmation musicale et via les séquences « Made In Belgium ». En novembre 2009, Maximum FM obtient une nouvelle licence pour la diffusion sur le réseau liégeois.

## Historique

### Débuts de la radio - De 2006 à 2008
À ses débuts, Maximum FM est une radio essentiellement dance. Une programmation musicale plus "club" est proposée sur Huy et Liège. Les soirées étaient animées par des DJ, les mixtapes étaient à l'honneur.
Durant cette période les studios de Maximum FM étaient situés dans les anciens locaux de Radio Contact à Grivegnée, rue de la Chaudronnerie, 22 .

### Fin de Maximum FM 2008 - 2009

#### Les actions contre la suppression de Maximum FM
En juin 2008, à la suite de l’annonce du CSA de ne pas attribuer de fréquences à Maximum FM, diverses mobilisations se sont organisées. La première action a eu lieu dans certaines  grandes discothèques de la région liégeoise. À 1 h du matin, les différents DJ’s présents derrière les platines ont arrêté la musique afin de diffuser un spot de soutien à Maximum FM. C’était l’occasion pour ces discothèques de marquer leur soutien à la radio qui était très active sur les différents évènements en province de Liège, entre autres, ceux du milieu de la nuit[réf. nécessaire].

### Le retour de Maximum FM - Depuis 2009
Février 2009, Constatant que Zone 80 n'a pu remplir les conditions, le CSA décide de retirer la licence de Zone 80 en tant que réseau provincial Liégeois. Ce qui relance la candidature de Maximum fm en tant que réseau provincial liégeois.
En novembre 2009, Maximum FM obtient sa licence pour émettre à nouveau, mais cette fois, dans toute la province de Liège ,.
Mi-janvier 2010, Maximum FM effectue des tests sur ses nouvelles fréquences afin de préparer son retour.
En janvier 2013, Maximum FM est définitivement de retour avec une programmation musicale pop/rock, les nouveaux studios sont situés boulevard de la Sauvenière, dans le bâtiment de La Meuse (Liège) ,.
De janvier 2016 à septembre 2017 Maximum FM s’associe avec Mint afin d'être commercialisée en national.
Depuis novembre 2018 la radio a été reprise par la société Solution médias. Elle continue de progresser et est devenue le média de proximité de référence en province de liège.

## Logo

Logo de Maximum FM de 2006 à 2008
Logo de Maximum FM pendant sa fermeture en 2008
Logo de Maximum FM de 2010 à 2012
Logo de Maximum FM depuis 2013

## Émissions
(octobre 2016).

### Le Morning
Du lundi au vendredi, de 6h à 10h, Le Morning est présenté par Fred Colleye. Il vous accompagne le matin avec des infos pratiques : météo, info trafic, horoscope... Pour un réveil dans la bonne humeur.

### L'After
Du lundi au vendredi, de 16h à 19h, Grégory Pirotte vous accompagne dans L'After pour un retour à la maison en toute détente. L'info trafic et la météo pour les infos essentielles et toute la
musique pop/rock dans les oreilles.

### L'Hebdo
Tous les dimanches de 11h à 12h, Marc Gérardy présente un thème particulier sur l'actualité de la province de Liège.

### La Story
Du lundi au vendredi, à 8h20 et à 18h20, Tangui Horel vous raconte l'histoire d'un artiste ou d'un groupe sur un ton décalé.

### Made In Belgium
Séquences de l'été avec lesquelles Maximum FM met en avant les artistes à compositions originales de la Fédération Wallonie Bruxelles avec Tangui Horel.

## Slogan
- 2006 - 2008 : The Heartbeat Of The City
- Actuel : Be Cool